# Ema Destinnová
Ema Destinnová (češko ; tudi Emmy Destinn), češka operna pevka, * 26. februar 1878, † 28. januar 1930.